# John Sivebæk
John Sivebæk (* 25. Oktober 1961 in Vejle) ist ein ehemaliger dänischer Fußballspieler.

## Karriere
Sivebæk begann seine Karriere bei seinem Heimatverein Vejle BK. Im Jahr 1981 holte er seinen ersten Titel und gewann den dänischen Pokal. Im Jahr 1984 gewann er zum ersten Mal eine Meisterschaft. Ein Jahr nach dem Titel wechselte er nach England zu Manchester United. Nach nur zwei Saisons ging es weiter in den Süden nach Frankreich zum AS Saint-Étienne. Nach vier Jahren in Saint-Étienne versuchte er sich in Monaco beim AS Monaco, ebenfalls in der französischen Liga. Danach ging Sivebæks Weg weiter nach Italien zu Pescara Calcio. Nach acht Jahren im Ausland ging der Außenverteidiger 1994 zurück in seine Heimat Dänemark und spielte wieder bei Vejle BK. Nach einer Saison beim Stammklub hängte er noch zwei bei Aarhus GF an, wo er ein Mal den dänischen Pokal gewinnen konnte. Hier beendete er seine Vereinskarriere.
Sein Länderspieldebüt gab Sivebæk am 5. Mai 1982 bei einem Freundschaftsspiel in Kopenhagen gegen Schweden (1:1). Weitere 86 Länderspiele folgten, dabei erzielte er ein Tor und dieses bei der WM-Qualifikation 1986 gegen Irland. Er nahm an der EM 1984 in Frankreich teil, bei der Dänemark ins Halbfinale kam, dort wurde er dreimal eingesetzt. Weiterhin nahm er an der WM 1986 in Mexiko teil, bei der die Dänen im Achtelfinale ausschieden. Sivebæk wurde zweimal eingesetzt. Er nahm ebenfalls an der Europameisterschaft 1988 in Deutschland teil (Aus in der Gruppenphase), bei der er ebenfalls zweimal eingesetzt wurde. Seinen größten Erfolg auf internationaler Ebene erreichte Sivebæk bei der Europameisterschaft 1992 in Schweden, als er mit Dänemark Europameister wurde. Er wurde in fünf Spielen eingesetzt und bekam eine Gelbe Karte.

## Familie
John Sivebæks Sohn Christian war ebenfalls als Fußballprofi bei verschiedenen dänischen Klubs aktiv.

## Erfolge
- einmal dänischer Meister 1984
- zweimal dänischer Pokalsieger 1981, 1996
- Europameister 1992